# Dichorda rhodocephala
Dichorda rhodocephala är en fjärilsart som beskrevs av Louis Beethoven Prout 1916. Dichorda rhodocephala ingår i släktet Dichorda och familjen mätare. Inga underarter finns listade i Catalogue of Life.